# Ongevalskruis (Dworp)

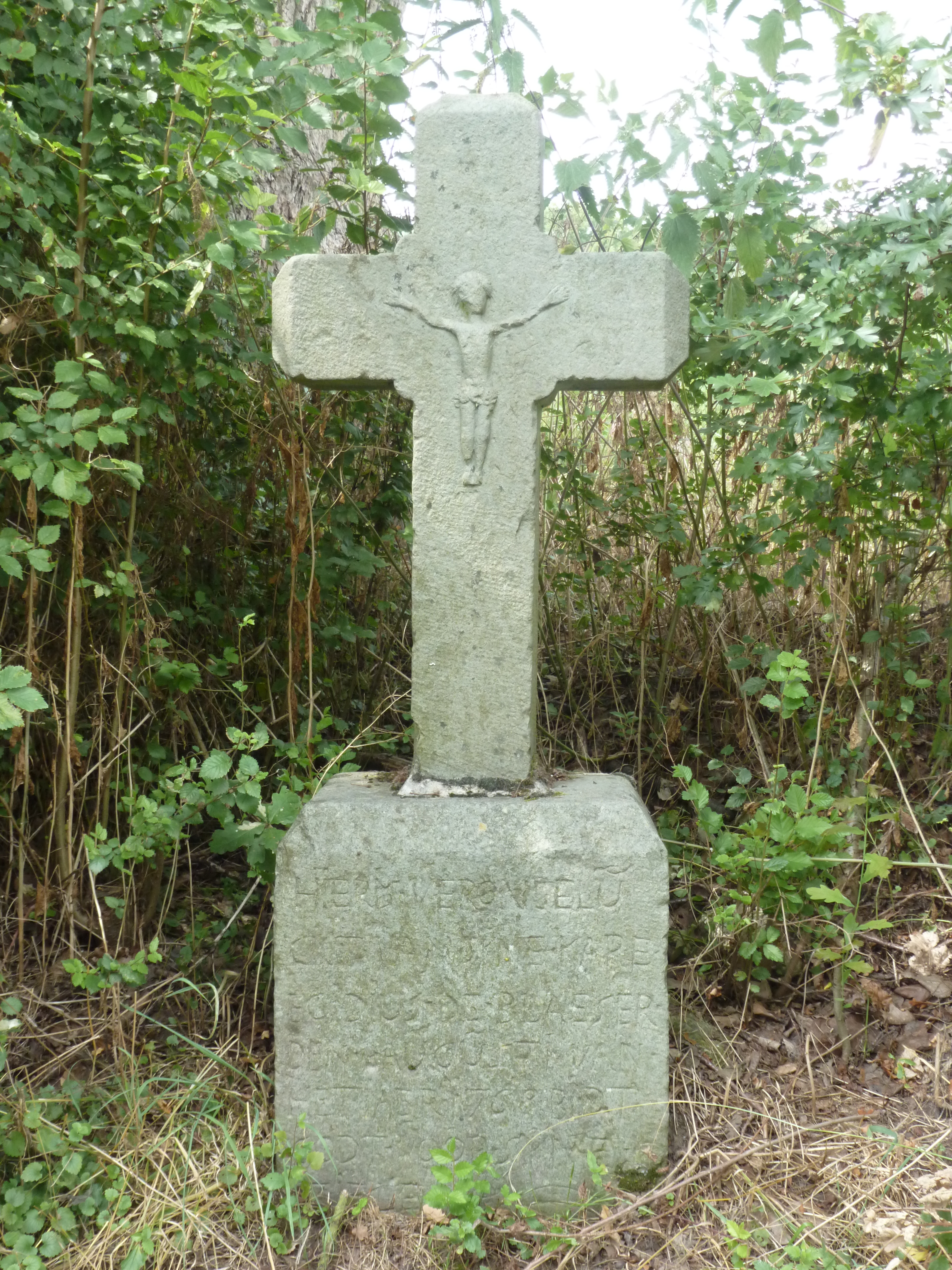
Ongevalskruis

Het Ongevalskruis is een monument in de tot de Vlaams-Brabantse gemeente Beersel behorende plaats Dworp, gelegen aan de Solheidestraat.
Het kruis dateert van 1768 en werd opgericht ter gedachtenis aan Egidius De Blaeser die het jaar daarvoor onder zijn kar was gevallen en overleed.
Het betreft een natuurstenen kruis met daarop een Christusfiguur in hoogreliëf gebeiteld.
Op de voet is de volgende tekst gebeiteld:
Hier is verongeluckt van sijne kare Egidius De Blaeser den 1 augusti van het jaer 1768. Bidt Godt voor zijn siel.